# Anne-Marie Pålsson
Ingrid Anne-Marie Pålsson, född 23 april 1951 i Kristianstads Heliga Trefaldighets församling, är en svensk nationalekonom och politiker (tidigare moderat). Hon var ordinarie riksdagsledamot för Moderaterna 2002–2010, invald för Skåne läns södra valkrets.
Hon är docent i nationalekonomi vid Lunds universitet. Hon slutförde gymnasiet i Kristianstad 1970 och blev civilekonom vid Lunds universitet 1974. År 1976 tog hon en mastersexamen vid University of California i USA och avlade doktorsexamen i nationalekonomi 1983. Hon har skrivit flera böcker bland annat om skattepolitik.

## Sakpolitiska ställningstaganden
År 1993 drog Pålsson igång den så kallade Pigdebatten i Sverige vilket ledde fram till införandet av RUT-avdraget.
Pålsson har upprepade gånger ifrågasatt Moderaternas arbetslinje.
Pålsson har kritiserat vinster i välfärden och menar att det finns en konflikt mellan välfärdsstatens principer och aktiebolagslagen krav på vinstmål till ägaren. Hon har skrivit att konkurrens inom välfärdssektorn är bra, men att det inte är ett marknadstänkande inom det vinstmaximerande aktiebolagets form som är nyckeln till mångfald utan möjligheten att få producera välfärdstjänster också på annat sätt än det som ansvariga myndigheter bestämt. Pålsson lyfter fram andra driftsformer som stiftelser och kooperativ.

## Riksdagsarbete ochKnapptryckarkompaniet
Som riksdagspolitiker var Pålsson ledamot i skatteutskottet 2002–2003, i näringsutskottet 2003–2007 och i utrikesutskottet 2007–2010. Hon var dessutom suppleant i socialförsäkringsutskottet 2002–2006, i finansutskottet 2003–2005, i skatteutskottet 2005–2006 och i miljö- och jordbruksutskottet 2010. Hon var dessutom ledamot i Riksrevisionens styrelse 2003–2010 och suppleant i Riksbankens Jubileumsfonds styrelse. Pålsson valdes in som ledamot i Kungliga Ingenjörsvetenskapsakademin (IVA) 2000 och som ledamot i Kungliga Skogs- och Lantbruksakademin (KSLA) 1993.
Hösten 2011 lämnade Pålsson Moderata samlingspartiet, som hon varit medlem i sedan 2001, i protest mot partiets motstånd mot lagstiftning om insyn i partibidragen. Hon släppte därefter boken Knapptryckarkompaniet som är kritisk mot partiet och riksdagsarbetet.

## Engagemang i näringslivet
Pålsson har haft flera uppdrag som styrelseledamot. Hon är (eller har varit) ledamot i Stadshypotek, Färs och Frosta Sparbank, Investment AB Öresund, HQ AB, GL Beijer AB, PEAB, Länsförsäkringar Skåne, Länsförsäkringar AB, Aktiespararnas styrelse och Samhall Gripen.

### HQ Bank-kraschen
Anne-Marie Pålsson var medlem i styrelsen för HQ AB från 2003 fram till 2010. År 2010 utvecklade det helägda dotterbolaget HQ Bank finansiella problem, vilket senare ledde till att Finansinspektionen återkallade bankens tillstånd och tvingade den att träda i likvidation. I efterspelet riktades olika beskyllningar mot tidigare styrelseledamöter. Börsens disciplinnämnd krävde medlemmarna i den gamla styrelsen på ett bötesbelopp om 288 000 kronor eftersom den anser att bolaget försett marknaden med felaktig information. Styrelsens agerande var under första halvåret 2012 under utredning av Ekobrottsmyndigheten. Den 26 september 2012 meddelade dock ekobrottsmyndigheten att man avfört alla brottsanklagelser mot den tidigare styrelsens medlemmar, inklusive Anne-Marie Pålsson och Pernilla Ström. I samband med den efterföljande civilrättsliga processen vid Stockholms Tingsrätt friades också Anne-Marie Pålsson från alla anklagelser om ond tro, dvs för att ha ”insett- eller borde ha insett förevaron av de brister som tingsrätten konstaterat.” (Mål nr T 9311-11, T 9306-11, T 17512-11 och T 17809- 11, sid 2512)   

## Utmärkelser, ledamotskap och priser
- Ledamot av Vetenskapssocieteten i Lund (LVSL, 1995)[13]
- Mottagare av Haros guldmedalj (1994)
- Utsedd till Årets Ekonomikvinna (1995)
- Mottagare av Ljuspriset (1995)
- Mottagare av Sydsvenska Handelskammarens pris för forskning (1996)